# El Crucero, San Luis Potosí
El Crucero är en ort i Mexiko.   Den ligger i kommunen Tancanhuitz och delstaten San Luis Potosí, i den centrala delen av landet, 240 km norr om huvudstaden Mexico City. El Crucero ligger 75 meter över havet och antalet invånare är 237.
Terrängen runt El Crucero är huvudsakligen kuperad, men norrut är den platt. Runt El Crucero är det ganska tätbefolkat, med 207 invånare per kvadratkilometer. Närmaste större samhälle är Tancanhuitz de Santos, 2,6 km sydost om El Crucero. I omgivningarna runt El Crucero växer huvudsakligen savannskog.